# Darmstädter Burschenschaft Germania
Die Darmstädter Burschenschaft Germania ist eine 1869 gegründete Studentenverbindung an der Technischen Universität Darmstadt.

## Allgemeines und Prinzipien
Die Burschenschaft Germania ist eine farbentragende, freischlagende Burschenschaft, die keinem Dachverband angehört. Der Wahlspruch lautet Gott, Freiheit, Ehre, Vaterland. Mitglieder können alle männlichen Studenten werden, die an einer der Darmstädter Hochschulen eingeschrieben sind. Das Verbindungshaus befindet sich in der Darmstädter Innenstadt nahe der TU Darmstadt.

## Couleur
Wie die meisten Studentenverbindungen tragen die Mitglieder ein Band als Erkennungszeichen. Burschen tragen ein schwarz-weinrot-goldenes Band und Füchse ein weinrot-gold-weinrotes Band, jeweils mit goldener Perkussion. Die Mützenfarbe ist orange.

## Geschichte
Die Alte Darmstädter Burschenschaft Germania wurde am 2. November 1869 als „Darmstädter Burschenschaft Germania“ an der damaligen polytechnischen Schule in Darmstadt gegründet. Ort der Gründung war der Erbacher Hof, die heutige Brauerei Grohe. Seit Oktober 1891 besaß die Burschenschaft Germania ein ständiges Heim in gemieteten Räumen des Gasthauses „Zum Gutenberg“, welches sie nach dem Ersten Weltkrieg kaufte. Das Gebäude „Zum Gutenberg“ wurde 1925 verkauft, um mit den Einnahmen und weiteren Spenden der Alten Herren das Haus Kaiser im Alexandraweg 6 zu erwerben. Ab dem Wintersemester 1935/1936 musste die ADB! Germania aufgrund der Zwangsauflösungen von Studentenverbindungen als Kameradschaft Germania weitergeführt werden. Dieser wurde per Beschluss am 24. Februar 1936 die Auflösung angeordnet. Daraufhin wurde das Inventar aus dem Haus Kaiser entfernt und dieses vermietet. 1937 fand eine Verschmelzung der Altherrenschaft der Germania mit der Kameradschaft Friedrich Friesen, die als Ersatz für die aufgelöste Kameradschaft Germania gegründet wurde, statt. Diese kaufte dann im Jahre 1943 das Haus Kaiser dem Wirtschaftsverband der Darmstädter Burschenschaft Germania e. Gen.m.b.H. ab, der sich gezwungener weise in der Liquidation befand. Am 11. September 1944 wurde das Haus bei einem schweren Bombenangriff im Zuge der Darmstädter Brandnacht stark beschädigt.
Nach dem Krieg fanden sich trotz der schwierigen Verhältnisse die Bundesbrüder bereits 1948 wieder zusammen. Der Aktivenbetrieb wurde 1949 in gemieteten Räumen der Brauerei Fey fortgesetzt. 1952 wurde das Haus der Brauerei Fey in der Alexanderstraße Nr. 23 für die Germania gekauft. Im Jahre 1955 kam es zum Bruch innerhalb der Verbindung. Streitpunkt war die Wiedereinführung einer verpflichtenden Bestimmungsmensur für Mitglieder im Verband der Deutschen Burschenschaft (DB). In mehreren Abstimmungen entschied sich 1954/1955 die Altherrenschaft für einen Verbleib im Verband (sog. „Messergermanen“), wohingegen die Aktivitas wegen Ablehnung des Fechtzwanges schließlich aus dem Verband ausscheiden musste (sog. „Löffelgermanen“). Ein Teil der Alten Herren unterstützte das Vorhaben der Aktiven und gründete den Verein Germania e. V., der im Besitz des Hauses Alexanderstraße 23 blieb. In den folgenden Jahren fanden gerichtliche und außergerichtliche Auseinandersetzungen zwischen den beiden Parteien statt. Deren Resultate waren wie folgt:
1. Die Bezeichnungen lauten fortan „Darmstädter Burschenschaft in der D.B.“ und der „Darmstädter Burschenschaft an der T.H.“.
2. Beide Verbindungen erkennen an, dass sie aus derselben Traditionswurzel hervorgegangen sind und dürfen dasselbe Couleur und Zirkel tragen.
3. Die „Darmstädter Burschenschaft an der T.H.“ leistete eine finanzielle Entschädigung und blieb im Besitz des Hauses Alexanderstraße 23.
4. Die „Darmstädter Burschenschaft an der T.H.“ verzichtete auf Ansprüche auf das Haus Kaiser, welches zu dieser Zeit noch zerstört war.

## Segelfliegen
Als eine Besonderheit der Burschenschaft Germania kann man die Tatsache sehen, dass alle aktiven Mitglieder an der Segelflugschulung teilnehmen müssen, die von der Akaflieg DB auf dem Dörnberg in Nordhessen organisiert wird. Bereits seit 1931 werden auf dem Dörnberg Segelfluglehrgänge der Burschenschafter durchgeführt.

## Bekannte Mitglieder
Bekannte Mitglieder sind unter anderem Otto Schwab, 1933/1934 Bundesführer der Deutschen Burschenschaft, August Föppl, Erfinder der Föppl-Klammer in der technischen Mechanik und der Elektrotechnikprofessor Waldemar Petersen. Ebenfalls Mitglied war Heinrich Thörner, stellvertretender Vorsitzender der AEG, der Vorsitzender vieler Verbände war und unter anderem als Verfechter des Europa-Gedanken galt. Neben vielen anderen Auszeichnungen erhielt er 1960 das Große Bundesverdienstkreuz.
Mitgliederverzeichnis:
- Willy Nolte (Hrsg.): Burschenschafter-Stammrolle. Verzeichnis der Mitglieder der Deutschen Burschenschaft nach dem Stande vom Sommer-Semester 1934. Berlin 1934. S. 1022.